# Dead Combo
Dead Combo foi uma banda portuguesa cujas principais influências musicais eram o Fado, o Rock, as bandas sonoras dos Westerns, bem como música da América do Sul e de África.  

## Biografia
A banda era constituída por dois membros apenas: Tó Trips (guitarras) e Pedro V. Gonçalves (contrabaixo, kazoo, melódica e guitarras). 
Os membros conheceram-se em 2001, quando no final de um concerto, Tó pediu boleia a Pedro sem saber que este não tinha carro. Foram então ambos a pé até ao Bairro Alto e, no meio da conversa, surgiu a ideia de gravarem um álbum em tributo ao génio da guitarra portuguesa, Carlos Paredes. 
A pouco e pouco foram surgindo os Dead Combo, sendo 2003 referido pela banda como o ano definitivo da sua formação. Em 2004 viriam a lançar o seu álbum de estreia, Vol.1, cuja sonoridade inovadora foi recebida com entusiasmo pela crítica portuguesa. 
Em 2005, Charlie Gillet radialista e musicólogo da BBC, fez uma selecção dos "Melhores de 2005", nessa lista constam os Dead Combo com o seu álbum de estreia Vol.1. 
Os Dead Combo compuseram a banda sonora original para o filme Slightly Smaller Than Indiana de Daniel Blaufuks. 
Com Lusitânia Playboys, em 2008 chegam definitivamente ao reconhecimento do público.  Em 2011, Lisboa Mulata marca uma nova abordagem dos Dead Combo, pois é um álbum bastante mais ecléctico, apelando ao ritmo e influências de África. Em 2014, os temas Lisboa Mulata e Rumbero, são escolhidos para a banda sonora do filme Focus, que tem como protagonistas Will Smith e Margot Robbie. 
Em 2012, abrem-se novas portas aos Dead Combo. Dão um grande concerto na Aula Magna em Lisboa e aparecem no programa culinário de Anthony Bourdain sobre Lisboa e, consequentemente, entram no top 10 do iTunes americano. 
No mesmo ano, são convidados a actuar na estreia no Festival de Cannes do filme Cosmopolis, realizado por David Cronenberg e produzido por Paulo Branco. 
Regressam aos discos em Março de 2014 com "A Bunch of Meninos". 
Em 2019 anunciam o fim da banda em 2020. 
Para o fim da banda prometeram uma digressão de despedida nos meses seguintes. No entanto, a digressão de despedida ficou por cumprir na totalidade por causa da pandemia da covid-19 e pelos problemas de saúde de Pedro Gonçalves.
Pedro Gonçalves morreu em 4 de dezembro de 2021, em Lisboa, aos 51 anos.

## Prémios
Ganharam o Globo de Melhor Grupo nos Globos de Ouro de 2015, com o álbum Bunch of Meninos. 

## Álbuns
A discografia é composta por: 
- 2004 - Vol.1
- 2006 - Vol. 2 - Quando A Alma Não É Pequena
- 2007 - Guitars From Nothing
- 2008 - Lusitânia Playboys
- 2011 - Lisboa Mulata [26]
- 2014 - A Bunch of Meninos
- 2018 - Odeon Hotel [27][28]

#### Álbuns ao vivo
- 2009 - Live Hot Clube
- 2014 - Live at Teatro São Luiz

#### DVD
- 2010 - Dead Combo & Royal Orquestra das Caveiras

## Galeria

Capa do disco de estreia Vol.1
Capa do disco Quando a Alma Não É Pequena
Capa do album Lusitânia Playboys
Capa do ábum Guitars from Nothing
Capa do album Dead Combo & Royal Orquestra das Cavernas.